# Cosme Ruggieri
Cosme Ruggieri (data e local de nascimento desconhecidos — Paris, 28 de março de 1615) foi um astrólogo e conselheiro florentino de Catarina de Médicis, esposa do rei Henrique II da França e sua compatriota. Também é conhecido por seu nome em francês Côme Ruggieri ou Côme de Rogier ou em italiano Cosimo Ruggieri.
Era filho e discípulo de Ruggieri, o Velho (« Vecchio Ruggieri »), médico e astrólogo do pai de Catarina de Médicis, Lourenço II de Médicis, duque de Urbino.

## Os primórdios na Corte de França
Aparentemente Cosme Ruggieri aparece na corte de França em 1571. A modéstia de suas posses o levam a buscar um lugar no séquito de Petrucci, embaixador do príncipe herdeiro da Toscana na França.
Na sequência, sua reputação de homem « de alta inteligência e instrução » o faz ser notado por M. Montmorin, primeiro escudeiro da Rainha Isabel da Áustria, que o contrata para ensinar o italiano aos pajens da esposa de Carlos IX.
Segundo um despacho do embaixador Alamanni, sucessor de Petrucci, datado de 26 de Abril de 1574, Côme Ruggieri  « fazia profissão de, entre outras coisas, conhecer bastante bem a astrologia e sobretudo a astrologia judiciária, consistindo em prever o futuro. (...) Devido a isso (...), chegou, recentemente, a ter tal crédito perante a Rainha Mãe do Rei, (...) que foi escolhido para ensinar a língua toscana ao Duque de Alençon, de onde obteve lucros razoáveis ».
Um despacho de Petrucci, datado de 2 de Setembro de 1572, relata uma conversa pública na corte entre Ruggieri e Catarina de Médicis, onde a rainha mãe pede a seu astrólogo a posição a tomar com relação aos Huguenotes; alguns dias após esta conversa dá-se o Massacre de São Bartolomeu. Este episódio reveste de certa importância a conversa anterior e mostra o quanto a opinião de Ruggieri era levada em conta. Coloca também em relevo toda a confiança que a rainha lhe tinha à época, período bastante delicado para a família real francesa.

## O complô de La Môle e Coconas
Suas novas funções permitem-lhe manter relações com os membros do séquito de Francisco, Duque de Alençon. Infelizmente, seu relacionamento com elementos envolvidos na conjuração dos "Malcontents" ("Descontentes", em português), destinada a retirar do poder o Rei Carlos IX da França, gravemente doente e recolhido ao Castelo de Vincennes, em benefício de seu irmão Francisco e em detrimento de seu outro irmão, Henrique, fazem com que Ruggieri se veja implicado no complô conhecido como  « "Complô de La Môle e Coconas" ».

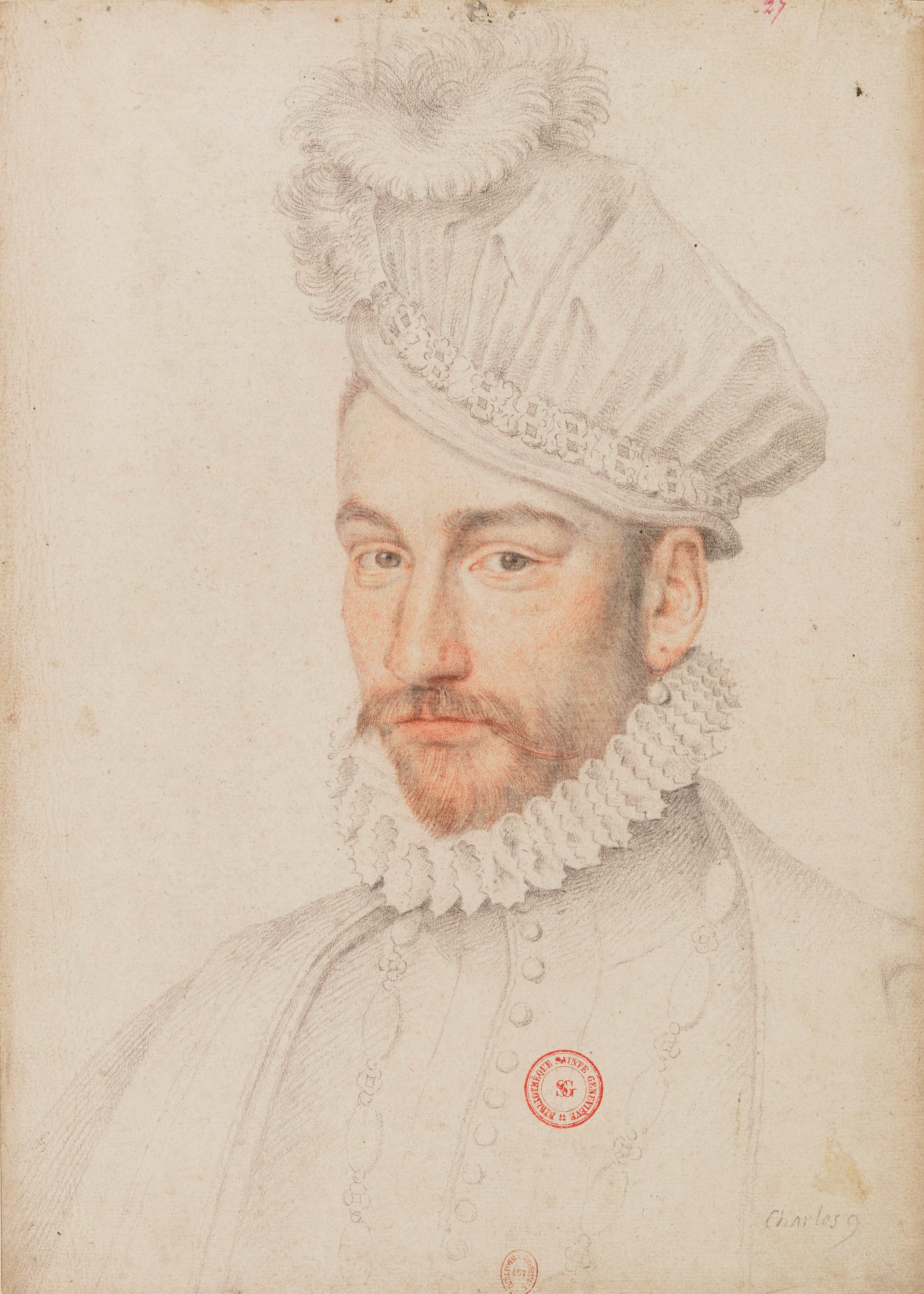
Carlos IX de França
Pintura de François Clouet (1570)

A partir de 8 de Abril, Carlos IX começa a fazer prender os conjurados. Apesar das súplicas de Francisco de Alençon e de sua irmã Margarida, La Môle e seus cúmplices são trancados na Conciergerie e depois torturados para obter sua confissão.
A insistência do Duque de Alençon para libertar seus companheiros, sobretudo La Môle, que parecia possuir verdadeiramente o favor do príncipe, pareceu suspeita. Suspeitas de feitiçaria não tardaram a surgir, fundamentadas pela descoberta de uma figura de cera em meio às coisas de La Môle, presumidamente representando Carlos IX. Além disso, o estado de saúde do rei altera-se gravemente ao final do mês de Abril de 1574, o que reforça as acusações de feitiçaria. Sendo a figura em cera obra de Ruggieri, este passa a estar comprometido com ocaso.
Uma ordem de prisão é expedida contra ele que, prevenido, refugia-se, em 22 de Abril de 1574, na casa de campo do embaixador da Toscana, às portas de Paris. Cercado pelos capitães da cidade, o astrólogo consegue mesmo assim fugir, graças à cumplicidade do diplomata. Contudo, Ruggieri é preso pouco tempo depois na floresta de Saint-Germain, disfarçado de camponês.
É condenado às galés. Mas, se La Môle e Coconas pagaram com a vida por este caso, Ruggieri teve tratamento bem diferente. Sua condenação não foi jamais aplicada e toma até contornos surpreendentes que Michel de Castelnau cita nas "Les Mémoires de messire Michel de Castelnau, Jean Le Laboureur, tome II" ("Memórias do Senhor Michel de Castelnau, Jean Le Laboureur, tomo II" (em português)) :

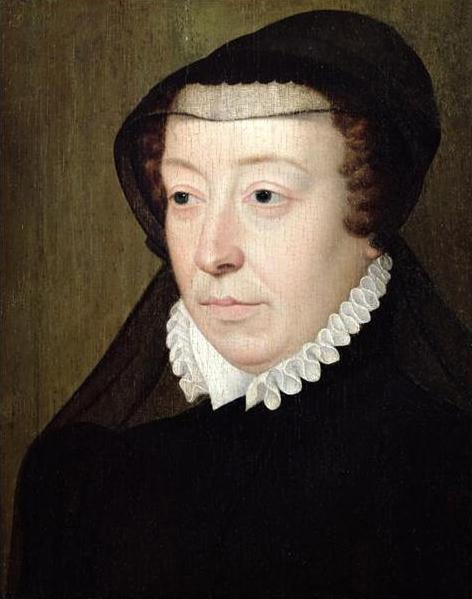
Catarina de Médicis

Citação: «Catarina de Médicis queria vê-lo enforcado e ele não o queria ; e toda a satisfação que ela teve foi de vê-lo acorrentado, sofrimento que só passou durante a viagem até Marselha. Lá fez amigos que obrigaram o capitão da galera a alojá-lo em sua casa e nunca esta casa foi tão frequentada quanto por consideração ao ilustre forçado, que dela fez uma academia de matemáticos e astrólogos judiciários, e que possuia um guarda que mais parecia lhe ser dado por honra que para vigiá-lo e impedi-lo de fugir.»
Pouco tempo depois, Ruggieri é perdoado pela Rainha-Mãe e retorna à Corte. Em 1585 é-lhe concedida, já no reinado de Henrique III, a comenda da Abadia de Saint-Mathieu, tornando-se paradoxalmente seu abade até sua morte.
Já os dois principais protagonistas do complô, La Môle e Coconas, serão executados na Praça de Grève em 30 de Abril de 1574.
A relativa clemência e sobretudo a graça de que se beneficiou Ruggieri neste caso parecem motivadas pela estreita relação existente entre ele e Catarina de Médicis e sua influência oculta sobre ela. Ele pode ter exercido o papel de espião em favor da rainha junto ao Duque de Alençon, que chefiava a oposição dos "Malcontents" contra ela e o Rei Carlos IX. Desta maneira, os rendimentos substanciais da Abadia de Saint-Mathieu seriam uma forma de agradecimento por seus serviços.

## Última acusação
Em 1588, em Nantes, perseguido por ter atentado contra Henrique IV mais uma vez através de uma figura de cera espetada no coração e que representaria o rei, defende-se alegando ter contribuído para a salvação de Henrique, então Rei de Navarra, durante o Massacre de São Bartolomeu. Desta forma, não haveria lógica em atacar hoje aquele a quem havia defendido a causa ontem. O rei concorda e ordena sua libertação .

## Fim da vida

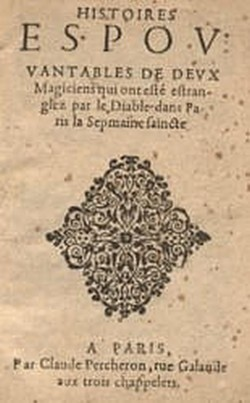
Libreto relatando o falecimento de Ruggieri

Sob a regência de Maria de Médici, Ruggieri frequenta o círculo do favorito italiano Concino Concini. O Marechal d'Ancre e sua esposa Léonora Dori « apreciavam este belo espírito »  que lança um almanaque sob o pseudônimo de Querberus e faz horóscopos.
A morte de Cosme Ruggieri, em 28 de Março de 1615, provoca um incidente nas ruas de Paris por onde seus despojos são arrastados. A razão desta vingança popular baseia-se na dispensa do padre e dos capuchinhos que vinham trazer-lhe os últimos sacramentos. Ruggieri declara em seu leito de morte : « Como sois loucos, saiam todos, não existem outros diabos a não ser os inimigos que nos atormentam neste mundo, nem outro deus que não os reis e príncipes que podem nos fornecer honrarias e riquezas ! ».

## A lenda
Atribui-se a Ruggieri um certo número de previsões, ainda que a tradição divirja frequentemente sobre a autoria desta ou daquela profecia. É igualmente difícil determinar a data exata dessas previsões, o que permitiria saber se as mesmas não foram forjadas 'pós-golpe'. Assim, Côme teria predito a Catarina de Médicis que ela morreria  « perto de Saint-Germain », o que teria interrompido a construção do Palácio das Tulherias, próximo à Igreja de Saint-Germain-l'Auxerrois (Paris), e motivado sua instalação precipitada, em 1572, no que iria se tornar o Hôtel da Rainha. A Rainha Mãe faleceu em 5 de Janeiro de 1589 do Castelo de Blois ; o confessor chamado para levar-lhe a extrema unção chamava-se Julien de Saint-Germain.
Vários autores relatam uma profecia informando Catarina de Médicis sobre o reinado de seus filhos e sua duração. A cena teria se passado no Castelo de Chaumont-sur-Loire, ao final de 1559. Enquanto o escritor Brantôme atribui a profecia a Nostradamus , sem dar maiores detalhes, André Favyn  e Nicolas Pasquier  a atribuem a Ruggieri. Os dois últimos diferem quanto aos instrumentos usados; o primeiro, Favyn, fala de um espelho e o segundo de um círculo mágico. O resultado, no entanto, teria sido a materialização de uma imagem de cada um dos filhos da rainha, girando sobre ela, onde cada giro representaria um ano de reinado.
Obviamente, nada pode provar os fatos. A literatura do século XIX amparou-se também da história para torná-la ainda mais espetacular e fantástica. A passagem de Ruggieri por Chaumont-sur-Loire seria comprovada pela existência de um aposento com seu nome e por um quadro que o representaria.
Relata-se também que a rainha ia com Ruggieri fazer observações astrológicas na coluna que se vê ainda hoje no Jardim dos Halles em Paris, próximo à Bolsa de Comércio de Paris. Último vestígio do que foi o Hôtel da Rainha (transformado em "Hôtel de Soissons"), este monumento é chamado  « Coluna Médicis » ou « Coluna Astrológica ».